# Home (singel B’z)
HOME – dwudziesty piąty singel japońskiego zespołu B’z, wydany 8 lipca 1998 roku. Osiągnął 1 pozycję w rankingu Oricon i pozostał na liście przez 20 tygodni, sprzedał się w nakładzie 961 240 egzemplarzy. Singel zdobył status płyty Milion oraz nagrodę „Utworu Roku” podczas rozdania 13th Japan Gold Disc Award.
Utwór tytułowy został wykorzystany w reklamie napoju wydawnictwa Kadokawa Bunko (jap. 角川文庫), a utwór The Wild Wind został użyty jako piosenka przewodnia filmu Sleepless Town (jap. 不夜城 Fuyajō).

## Lista utworów
| Nr | Tytuł           | Czas |
| -- | --------------- | ---- |
| 1. | „HOME”          | 4:22 |
| 2. | „The Wild Wind” | 3:45 |

## Muzycy
- Tak Matsumoto: gitara elektryczna, kompozycja i aranżacja utworów
- Kōshi Inaba: wokal, teksty utworów, aranżacja, gitara akustyczna
- Kōsuke Ōshima: keyboard
- Kaichi Kurose: perkusja
- Akihito Tokunaga: gitara basowa

- Hideo Yamaki: perkusja
- Masao Akashi: gitara basowa
- Hirotaka Izumi: akordeon, fortepian (#1)
- Nobu Saitō: perkusja (#1)
- Shinozaki Strings: instrumenty smyczkowe (#2)
- Daisuke Ikeda: syntezator

## Notowania
| Lista                                  | Pozycja |
| -------------------------------------- | ------- |
| Oricon Weekly Singles Chart            | 1       |
| Oricon Monthly Singles Chart           | 3       |
| Oricon Yearly Singles Chart (rok 1998) | 17      |
| Planet                                 | 4       |